# Шубникова-Гусева, Наталья Игоревна
Ната́лья И́горевна Шу́бникова-Гу́сева (род. 7 июня 1942) — советский и российский литературовед, специалист по Сергею Есенину, Игорю Северянину. Доктор филологических наук (2002), главный научный сотрудник Института мировой литературы имени А. М. Горького Российской академии наук.

## Биография
В 2001 году защитила диссертацию на соискание учёной степени доктора филологических наук на тему «Поэмы Есенина: От „Пророка“ до „Черного человека“».
Ведущий научный сотрудник Института мировой литературы имени А. М. Горького Российской академии наук, руководитель Есенинской группы.
Опубликовала свыше 100 посвящённых Сергею Есенину работ — в России, США, Польше, Франции.